# Flip Fluitketel Show
De Flip Fluitketel Show was een Nederlands komisch televisieprogramma van de TROS, gepresenteerd in 1980 en 1981 door André van Duin. Het was gebaseerd op het typetje Flip Fluitketel dat hij in een sketch uit 1979 geïntroduceerd had. Het programma was een van zijn eerste projecten voor de omroep.
Het programma speelde zich af in een Oudhollandse poffertjestent. Van Duin zocht een 'leuk hoofddeksel' en dat werd de fluitketel. Hij kwam er nog achter dat als iemand deze op en neer laat gaan, dat deze ook nog geluid produceert.
Deze fluitketels werden een ware rage en de verkoper van dit type draagbare fluitketels is hierdoor miljonair geworden. Normaal verkocht hij 100 fluitketels per week, maar toen wilde heel Nederland er één - zonder bodem.
In het programma traden destijds populaire bands op, zoals Bloem en Luv'.
De single Flip Fluitketel gerelateerd aan deze show werd een carnavalskraker mede door het succes van de B-kant Er staat een paard in de gang.

## Meer informatie
- https://web.archive.org/web/20140829083457/http://www.beeldengeluid.nl/flip-fluitketel